# Тея (судно)
«Тея» (нем. Teja), ранее «Симферополь», «Magyar Tengerész» — немецкое грузовое судно, потопленное в период Великой Отечественной войны. По разным оценкам, в результате крушения погибло от 200 до 5000 человек.

## История

Теплоход класса «Magyar Vitéz», 1942

Судно на дизель-электрической тяге было заложено в Венгрии по заказу СССР в 1941 году и первоначально получило имя «Симферополь». В связи с началом войны против СССР при спуске на воду оно было переименовано в «Magyar Tengerész» («Венгерский мореплаватель»). В 1942 году спущено на воду и приписано к Будапештскому пароходству. Через год передано Германии, по Дунаю переведено в порт Галац и вновь переименовано — на этот раз в «Teja», в честь короля остготов. Судно было приписано к Средиземноморскому пароходству (нем).
10 мая 1944 года «Тея» вместе со своим систершипом «Тотила» участвовали в эвакуации немецких войск из Севастополя. Утром она приняла на борт две тысячи солдат и взяла курс на Констанцу. Около 13:00 она подверглась налёту советских бомбардировщиков и была потоплена. Другими судами было спасено около четырёхсот человек.